# جانی خطرناک
جانی خطرناک (به انگلیسی: Johnny Dangerously) فیلمی محصول سال ۱۹۸۴ و به کارگردانی امی هکرلینگ است. در این فیلم بازیگرانی همچون مایکل کیتون، مریلو هنر، مورین استیپلتون، پیتر بویل، گریفین دان، گلنیس اوکانر، دام دی‌لوئیس، ریچارد دیمیتری، دنی دویتو، بیرون تامس، جو پیسکوپو، تروی سالتن، جرج اولدن، دیک باتکوس، الن هیل جونیور، ری والستن ایفای نقش کرده‌اند.